# Papirus Oxyrhynchus 405

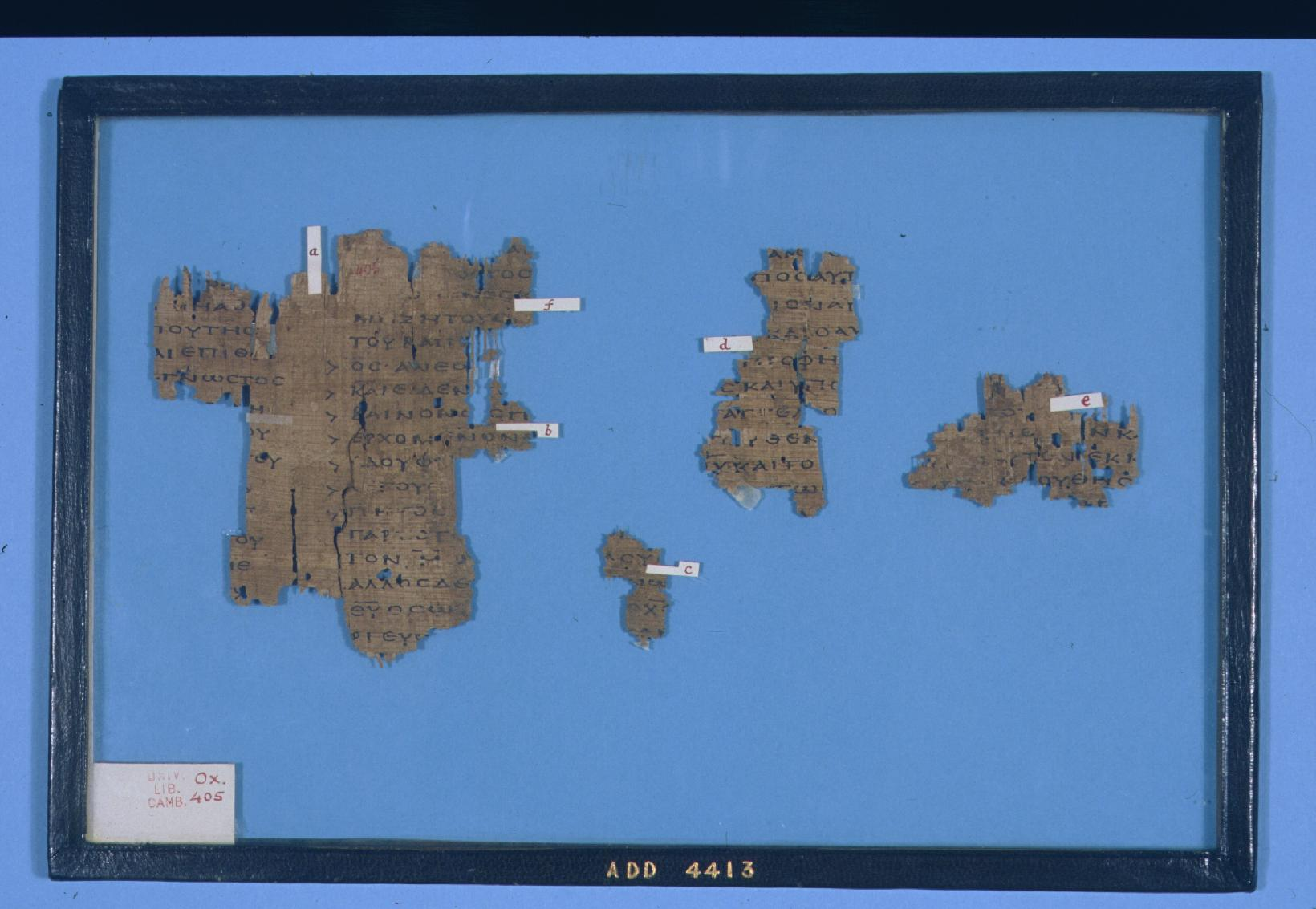
Papirus Oxyrhynchus 405

Papirus Oxyrhynchus 405 oznaczany jako P.Oxy.III 405 – rękopis zawierający fragment dzieła Adversus haereses (Przeciw herezjom) Ireneusza napisany w języku greckim. Papirus ten został odkryty przez Bernarda Grenfella i Arthura Hunta w 1897 roku w Oksyrynchos. Fragment jest datowany na około 200 rok n.e. Przechowywany jest w bibliotece Uniwersytetu Cambridge (Add. Ms. 4413). Tekst został opublikowany przez Grenfella i Hunta w 1903 roku.
Manuskrypt został napisany na papirusie w formie zwoju. Rękopis ten zachował się w siedmiu fragmentach. Tekst jest napisany schludną, małą uncjałą. Rękopis ten zawiera cytat z trzeciego rozdziału Ewangelii Mateusza opisujący chrzest co czyni go najstarszym świadkiem Nowego Testamentu poświadczonym w innym dokumencie.